# Сулімув-Колонія
Сулімув-Колонія (пол. Sulimów-Kolonia; укр. Сулимів-Колонія) — неофіційна колонія села Сулімув у Польщі, у Люблінському воєводстві Грубешівського повіту, гміни Долгобичув.
| Польща | Це незавершена стаття з географії Польщі. Ви можете допомогти проєкту, виправивши або дописавши її. |